# Blutegel (Wappentier)

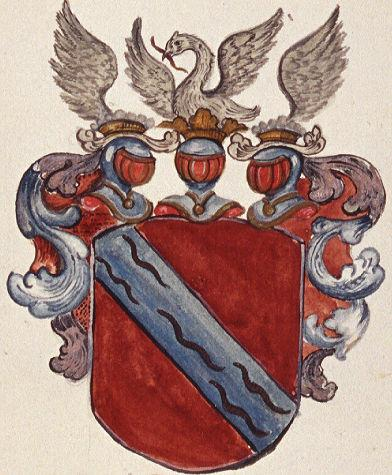
Igelström (Adelsgeschlecht)

Der Blutegel, kurz auch nur Egel, ist ein Wappentier in der Heraldik und eine wenig gebräuchliche Wappenfigur.
Dargestellt wird das Wappentier klein und schlängelnd. In der Heraldik ist man versucht, dem lebenden Original nahe zu kommen. Bevorzugt ist die heraldische Farbe Schwarz, andere Farben sind möglich. Im Wappen werden häufig mehrere Tiere gezeigt.
Das Wappen von Igelström gilt als redendes Wappen. Ebenso im Wappen der Familie Igloff in Bayern: dieses Wappen hat große Ähnlichkeit mit dem Stammwappen der Igelström in Livland und zeigt fünf Blutegel.